# Leandro Fagoaga
Leandro Fagoaga (San Salvador, alcaldía mayor de San Salvador, Capitanía General de Guatemala c. 1764 - San Salvador, estado de El Salvador siglo XIX) fue uno de los líderes del primer movimiento independentista de San Salvador, en el que asumió como alcalde primero el 6 de noviembre de 1811. Después de la independencia, sería vocal suplente de la diputación provincial (y luego junta gubernativa) de la provincia de San Salvador, que se opondría a la anexión al primer Imperio mexicano.

## Biografía
Leandro de Fagoaga y Aguiar nació en la ciudad de San Salvador, alcaldía mayor de San Salvador, Capitanía General de Guatemala, por el año de 1764; siendo hijo de Diego José de Fagoaga, y Rita de Aguiar y Santa Coloma; asimismo, era hermano de Mariano Fagoaga (quien fungiría como secretario del intendente de San Salvador). Contraería matrimonio con María Manuela de Arce (hermana de Bernardo José de Arce; quien se casaría con Dominga Fagoaga, hermana de Leandro); y luego de quedar viudo en 1794, contraería segundas nupcias con Ana Josefa Cobar el 30 de abril de 1799, en ambos casos no tendría descendencia.
Sería uno de los líderes del primer movimiento independentista, iniciado en la mañana del 5 de noviembre de 1811. Luego de haberse coronado con éxito dicha insurrección (y de lograr deponer a las autoridades peninsulares),  en cabildo abierto del 6 de noviembre, sería electo como alcalde primero de San Salvador; en sustitución de su cuñado Bernardo José de Arce, quien había renunciado luego de ocupar ese puesto desde el mediodía del día anterior.
Acompañaría a los insurrectos antes y durante los hechos del 5 de noviembre, y fue uno de los cabecillas de la revuelta junto a Manuel José Arce y Juan Manuel Rodríguez. Junto a ellos, desde la casa de Bernardo de Arce, dirigió proclamas a otras localidades de la región. Al frente del ayuntamiento de San Salvador, que dejó por renuncia ante el mismo Intendente depuesto, Antonio Gutiérrez y Ulloa, duró un total de nueve días.
Luego de la independencia, en noviembre de 1821, sería electo vocal suplente de la diputación provincial de San Salvador; misma que, en enero de 1822, se erigió en junta gubernativa y declaró la separación de la provincia de San Salvador de la antigua capitanía general de Guatemala, para hacerle frente a la anexión al imperio mexicano.